# 戚黛黛
戚黛黛（英語：Priscilla Chi， 1981年10月18日—），香港女藝人，前無綫電視、前亞洲電視及前now寬頻電視合約女藝員。她是2003年度香港小姐季軍，亦曾參加1998年全球華人新秀歌唱大賽決賽。

## 演出作品

### 電視節目
- TVB：DaDaDeDe精靈樂園 (2005年-2007年)
- aTV：激‧遊 (2007年)
- aTV：新春金鼠全攻略 (2008年)
- aTV：今日法庭 (2008年)
- aTV：師奶我最大 (2008年)
- aTV本港台：六合彩 (2008年-2012年)
- aTV：香港亂噏 (2009年)
- aTV：御膚術 (2009年)
- aTV本港台/亞洲台：通識小學堂 (2009年-2012年)
- aTV本港台/亞洲台：生活加油站 (2010年-2012年)
- aTV國際台/亞洲台：音樂全方位(Music 120) （英語） (2010年-2012年)
- aTV本港台：11點後特區 (2011年)
- aTV本港台/亞洲台：韓國好味道 (2011年)
- aTV本港台：香港有飯開 (2011年-2012年)
- aTV本港台：燕窩傳奇 (2011年)
- aTV：ATV2012感動香港人物推選 (2012年)
- ViuTV：養生銀髮宅 (2020-2021年)
- TVB：香港小姐競選:小城美誌 外景(2022年)
- TVB：慧妍雅集 (2022年)
- TVB：中年好聲音2(參賽者) (2023年)

### 曾演出電視劇
- 2005年:《阿旺新傳》飾 模特兒 (第14集) (無綫電視)
- 2007年-2008年:《靈舍不同》飾 餘美仁 (亞洲電視)
- 2008年:《十六不搭喜趣來》飾 姜柏詩 (亞洲電視)
- 2008年:《火蝴蝶》飾 葉敏 (亞洲電視)

## 曾參選比賽
- 1998年全球華人新秀歌唱大賽決賽
- 2003年度香港小姐競選
- 2003年度國際小姐競選
- 2023年中年好聲音2

## 獎項
- 2003年度香港小姐競選季軍

## 外部連結
- 戚黛黛Priscilla CHI - Miss Hong Kong - 香港小姐
- 戚黛黛的Instagram帳戶

| 前任： 胡家惠 | 香港小姐競選季軍 2003年 | 繼任： 符思思 |